# Alcatos (filho de Portaon)
Alcatos, na mitologia grega, foi um filho de Portaon, que aparece em vários mitos sendo morto por outros herois.

## Família
Seu pai, Portaon, era filho de Agenor, filho de Pleuro, e de Epicasta, filha de Calidão. Sua mãe, Eurite, era filha de Hipódamo, filho do deus-rio Aqueloo com Perimede, filha de Éolo e Enarete.
Portaon e Eurite tiveram cinco filhos, Eneu, Agrios, Alcatos, Melas e Leucopeu, e uma filha, Estérope. Em algumas versões do mito, Estérope e Aqueloo (que, pela genealogia de Pseudo-Apolodoro, seria seu bisavô) são os pais das sirenes.

## Relação com a história dos Sete contra Tebas
Tideu, filho de Eneu, foi exilado de Calidão por ter morto um seu parente próximo, e, indo para Argos, tornou-se um dos Sete contra Tebas.
Existem várias versões sobre quem Tideu matou; uma delas foi que sua vítima foi Alcatos, irmão do seu pai Eneu. Outras versões são os oito filhos de Melas, irmão de Eneu, que plotavam contra o rei, ou segundo Ferecides de Leros, Tideu teria matado o próprio irmão Olênias. De acordo com Diodoro Sículo, Tideu matou seus primos Alcatos e Licopeu.

## Maldição de Alcatos
Segundo Pausânias, Alcatos foi um dos pretendentes de Hipodâmia, filha de Enomau. Enomau desafiava os pretendentes à sua filha a uma corrida de carros, e matava os que perdiam para ele; Alcatos foi uma destas vítimas, e se tornou um deus vingativo contra os carros: na época de Pausânias, havia um monte na pista de Olímpia, Taráxipo que causava terror aos cavalos durante a corrida.
Pélope, que venceu Enomau de forma desonesta e se casou com Hipodâmia,[carece de fontes?] teve um filho chamado Alcatos.